# Corrente dei Caraibi

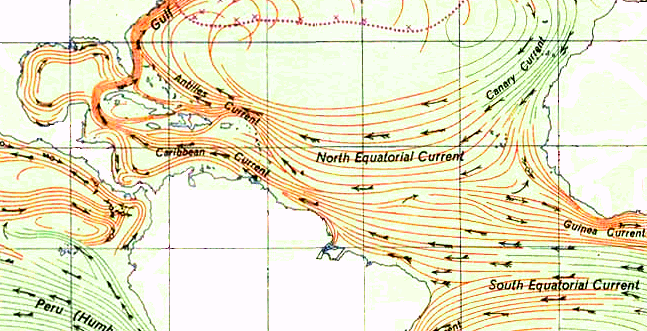
La corrente dei Caraibi è una corrente oceanica calda del Mar dei Caraibi

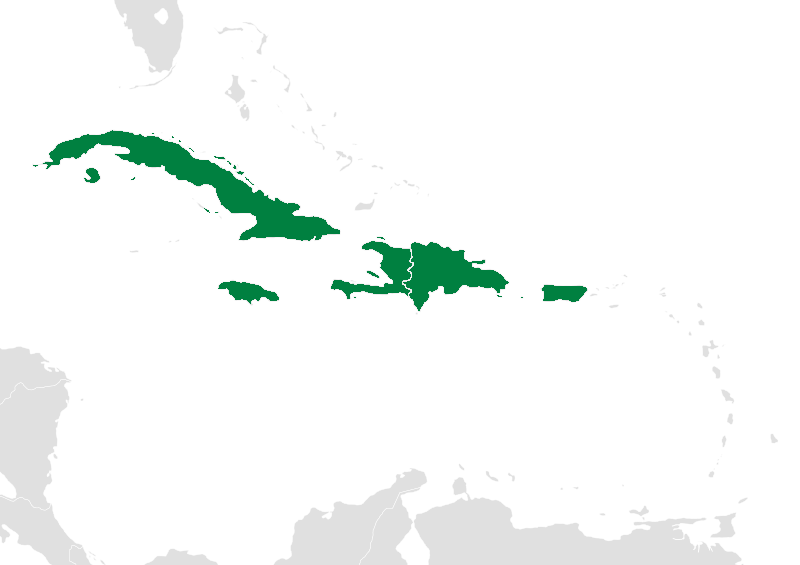
Le isole dei Caraibi

La corrente dei Caraibi è una corrente oceanica calda che trasporta significative quantità di acqua; proviene dalle coste del Sudamerica e fluisce in direzione nordovest attraverso i Caraibi fino a raggiungere il Golfo del Messico.

## Caratteristiche
La corrente è originata dal flusso della Corrente Equatoriale Sud nel suo scorrere verso nord lungo la costa del Brasile. Quando la corrente piega verso nord attraverso il canale dello Yucatán, cambia nome e viene chiamata Corrente dello Yucatán. 
L'acqua della corrente dei Caraibi proviene dall'Oceano Atlantico ed è alimentata dalla Corrente Equatoriale Nord, dalla corrente nord del Brasile e dalla corrente della Guyana.